# Max Parodi (attore)
Max Parodi, pseudonimo di Mario Parodi (Genova, 22 settembre 1967), è un attore italiano, interprete anche di fotoromanzi.

## Biografia
Appassionato di calcio, ha giocato a discreti livelli nelle formazioni giovanili del Genoa. Nel 1996 ha lasciato l'attività sportiva per trasferirsi ai Caraibi, alternandosi fra Cuba e Florida e svolgendo l'attività di animatore in villaggi turistici. Il suo primo film di una certa importanza è stato Monella di Tinto Brass, in cui ha interpretato il ruolo del protagonista maschile; successivamente ha lavorato in altre pellicole del cineasta veneziano.
Agli inizi della carriera cinematografica era presentato come Mario Parodi e solo in seguito ha assunto lo pseudonimo di "Max". Ha lavorato per alcuni anni nei fotoromanzi del settimanale GrandHotel. Negli anni duemila è stato chiamato a recitare in film e molte fiction televisive, tra cui anche Il Grande Torino, L'allenatore nel pallone 2 e La farfalla granata, una fiction su Gigi Meroni.

## Filmografia parziale

### Attore
- Monella, regia di Tinto Brass (1998)
- Paparazzi, regia di Neri Parenti (1998)
- Simpatici & antipatici, regia di Christian De Sica (1998)
- Vacanze sulla neve, regia di Mariano Laurenti (1999)
- Cronaca di un ricatto – serie TV (1999)
- Voyeur, regia di Roberto Gandus, episodio del film Corti circuiti erotici (1999)
- Tra(sgre)dire, regia di Tinto Brass (2000)
- Se lo fai sono guai, regia di Michele Massimo Tarantini (2001)
- Le ragazze di Miss Italia – serie TV (2002)
- Senso '45, regia di Tinto Brass (2002)
- Fallo!, regia di Tinto Brass (2003)
- Intrigo a Cuba (2004)
- Monamour, regia di Tinto Brass (2005)
- Vita Smeralda, regia di Jerry Calà (2006)
- L'ultimo rigore 2, regia di Sergio Martino – miniserie TV (2006)
- Un posto al sole d'estate - Cercasi Elena disperatamente – soap opera (2006)
- La morte di pietra, regia di Roberto Lippolis (2008)
- L'allenatore nel pallone 2, regia di Sergio Martino (2008)
- Torno a vivere da solo, regia di Jerry Calà (2008)
- Nessuno mi può giudicare, regia di Massimiliano Bruno (2011)

### Regista
- I padroni dell'estate (1987)